# لازار برمن
لازار نایوموویچ برمن (به روسی: Ла́зарь Нау́мович Бе́рман, Lazarʹ Naumovič Berman) نوازنده پیانوی کلاسیک اهل شوروی سابق (روسیه کنونی) بود. وی در سال ۱۹۸۸ به عنوان «هنرمند شایسته جمهوری سوسیالیستی فدراتیو روسیه شوروی» دست یافت.

## زندگی
برمن از والدینی یهودی در شهر لنینگراد زاده شد. مادرش کسی بود که پیانو را به وی شناساند. مادرش تا هنگامی که مشکل شنوایی پیدا کرد، پیانو می‌نواخت.